# ГЕС Салал
ГЕС Салал — гідроелектростанція на північному заході Індії у штаті Джамму та Кашмір. Знаходячись після ГЕС Baglihar, становить нижній ступінь каскаду на річці Чинаб, правій притоці Сатледжу (найбільший лівий доплив Інду).
У межах проєкту річку перекрили бетонною гравітаційною греблею висотою 113 метрів та довжиною 487 метрів, на яку пішло 1,45 млн м3 матеріалу. У сідловині за пару сотень метрів правіше звели кам'яно-накидну споруду висотою 118 метрів та довжиною 630 метрів, котра потребувала 8 млн м3 породи. Разом вони утримують водосховище з площею поверхні 3,74 км2 та об'ємом 280,9 млн м3 (корисний об'єм 12,8 млн м3).
Зі сховища через водоводи діаметром 5,2 метра ресурс спрямовується до машинного залу. Тут встановлено шість турбін типу Френсіс потужністю по 115 МВт, які працюють при напорі у 95 метрів та забезпечують виробництво 3082 млн кВт·год електроенергії на рік.
Відпрацьована вода відводиться назад до річки по двох тунелям довжиною по 2,5 км з діаметрами 11 метра.
Видача продукції відбувається по ЛЕП, розрахованій на роботу під напругою 220 кВ.